# Studio 6/6
Le Studio 6/6 (en bengali স্টুডিও ৬/৬) est un espace d'art, une galerie d'art et un centre culturel indépendant basé à Mohammadpur Thana (en), un quartier de Dacca, la capitale du Bangladesh. Co-fondé par les artistes bangladais Najib Tareque, Farhana Afroz Bappy et Taiara Farhana Tareque, l'atelier a été lancé en 2015.

## Histoire et activités
Le Studio 6/6 est co-fondé en 2015 par les artistes bangladais Najib Tareque, Farhana Afroz Bappy et Taiara Farhana Tareque,,.

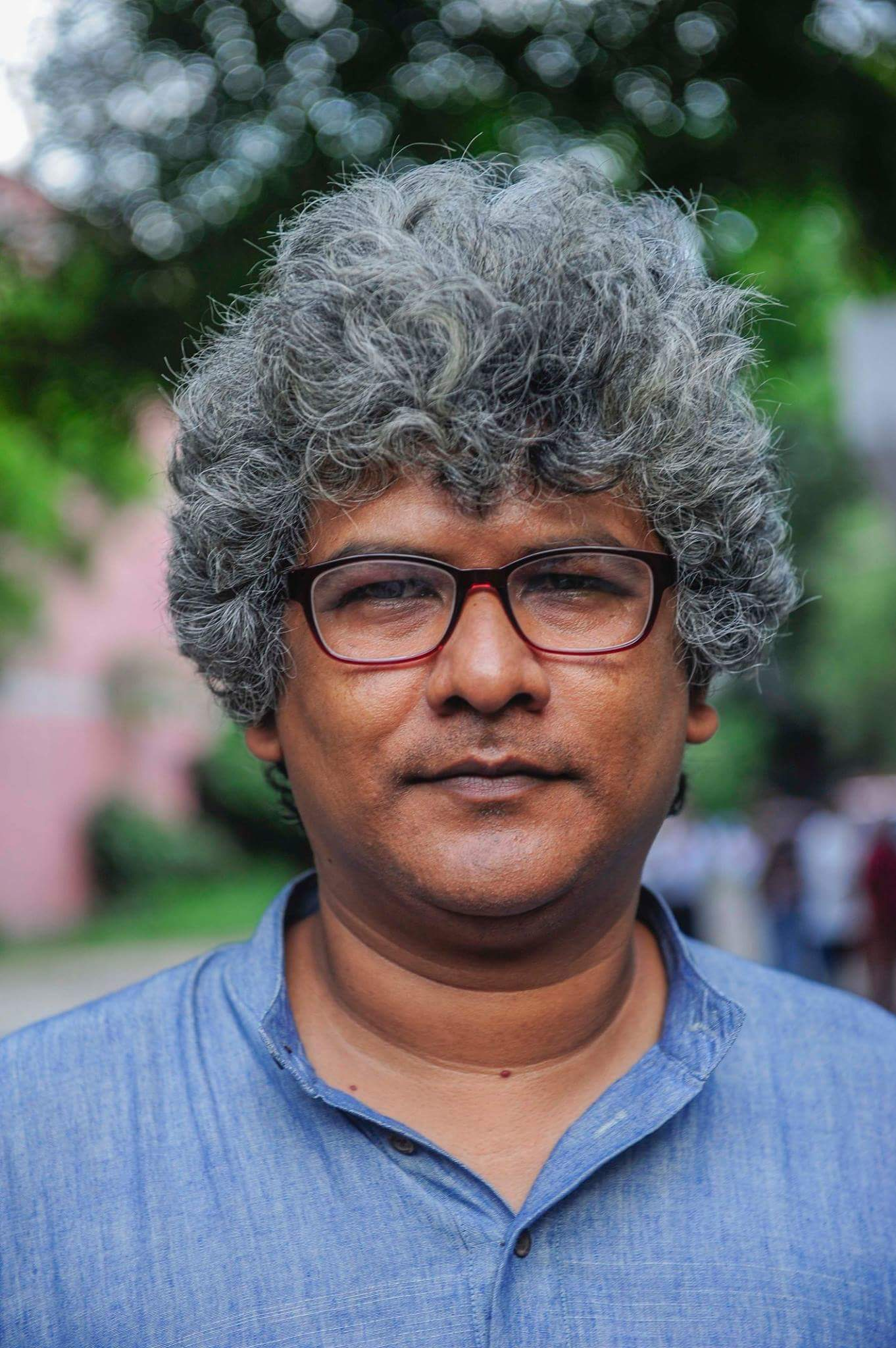
Najib Tareque en 2017.

Au début, Najib Tareque utilise l'espace comme son propre atelier et celui des membres de sa famille : lui-même, son épouse Farhana Afroz Bappy et sa fille Taiara Farhana Tareque. Par la suite, sous l'impulsion de cette dernière, l'atelier et la galerie se développent et commencent à exposer d'autres artistes, dans le but de leur permettre de s'exprimer en laissant libre cours à leur créativité, dans un pays miné par la violence, la corruption, la cupidité et le fanatisme religieux. Une communauté voit ainsi le jour, permettant à de nouvelles idées et de nouveaux artistes d'émerger, à la grande satisfaction du monde de l'art bengladais,.
Lors du premier confinement de la pandémie de COVID-19, l'atelier invite des artistes à se confiner pendant un mois dans l'atelier afin de pouvoir continuer à pratiquer leur art et à partager avec d'autres artistes. Les œuvres créées à cette occasion donnent lieu à une exposition au sortir du confinement.
En plus de présenter des expositions, l'espace culturel organise régulièrement des ateliers portant sur différentes disciplines artistiques, d'écriture et de musique, mais aussi des conférences d'art et des groupes de discussion dirigés par Najib Tareque : les Shilpo Adda ainsi que les annuelles Art Makes Us Human, qui attirent les artistes renommés du pays,.

## Expositions
L'atelier a accueilli de nombreuses expositions, ateliers et événements mettant en vedette des artistes, des designers, des musiciens, etc. depuis 2015,. La première exposition est « Arts Makes Us Human », de Najib Tareque.
| Expositions                                            | Date           | Artiste(s)                                                                        |
| ------------------------------------------------------ | -------------- | --------------------------------------------------------------------------------- |
| Arts Makes Us Human                                    | mai 2016       | Najib Tareque,                                                                    |
| Iqra                                                   | juin 2016      | Najib Tareque                                                                     |
| Nirman                                                 | mai 2017       | Najib Tareque, Farhana Afroz,                                                     |
| Oboyobi                                                | mai 2017       | Najib Tareque, Farhana Afroz                                                      |
| Exposition collective                                  | 2018           | Najib Tareque, Srabon Khan et Rakib Anjan                                         |
| Aak (« Un » ; série d'expositions collectives)         | 2019           | Artistes réguliers de l'atelier                                                   |
| Water bodies                                           | septembre 2020 | Nabil Rahman,                                                                     |
| Dui (« Deux » ; deuxième édition de l'expo collective) | 2021           | Artistes réguliers de l'atelier                                                   |
| Rang Michhile Swapno Gantha                            | 2022           | Poésies de Mahmud Khurshid avec les œuvres de Najib Tareque qui les ont inspirées |
| Brown Paper                                            | 2023           | Exposition collective de 22 artistes                                              |